# Subterranean Jungle
| 전문가 평가                   | 전문가 평가 |
| 평가 점수                     | 평가 점수   |
| 출처                          | 점수        |
| ----------------------------- | ----------- |
| AllMusic                      | [ 2 ]       |
| Robert Christgau              | A−          |
| The Rolling Stone Album Guide | [ 4 ]       |
| Spin Alternative Record Guide | 4/10        |

《Subterranean Jungle》은 1983년 2월 23일, 사이어 레코드에서 발매한 미국의 펑크 록 밴드 라몬즈의 일곱 번째 스튜디오 음반이다. 전반적으로 이 음반은 밴드의 이전 두 음반인 《End of the Century》 (1980년)와 《Pleasant Dreams》 (1981년)에 비해 다소 딱딱한 펑크 록 스타일로 돌아갔다. 이러한 방향은 기타리스트 조니 라몬이 장려했다. 녹음 세션에서는 주로 조이 라몬과 마키 라몬의 알코올 중독과 디 디 라몬의 약물 중독으로 인한 어려움으로 인해 밴드 멤버들 간에 분쟁이 발생했다.
이 음반은 두 곡의 커버곡으로 시작하며 세 번째 곡은 2면에 수록되어 있다. 밴드의 시그니처 펑크 록은 하드 록과 사이키델릭 록의 터치로 보완되었다. 비평가들은 이 음반이 밴드의 뿌리로 돌아가는 음반으로 간주했고, 대부분 긍정적인 평가를 받았다. 《Subterranean Jungle》은 미국 빌보드 200에서 83위로 정점을 찍었지만 국제 차트에서는 실패했다. 음반에서 발매된 싱글은 차트에 오르지 못했다. 1989년 음반 《Brain Drain》까지 마키 라몬이 드럼으로 참여한 것은 이 밴드의 마지막 음반이다. 조이 라몬이 아닌 다른 사람의 보컬이 등장하는 이 밴드의 첫 번째 음반으로, 디 디 라몬이 〈Time Bomb〉과 〈Outsider〉의 브리지를 노래했다.

## 구성
이전 두 음반과 비교했을 때, 《Subterranean Jungle》은 밴드의 펑크 록 뿌리로 돌아가는 변화를 맞이했다. 조니 라몬은 밴드가 "집중력을 발휘하여 라디오에서 연주되는 것에 대한 걱정을 그만두고 좋은 음반을 만들어야 한다"고 생각했다. 리드 싱어 조이 라몬은 이전 두 음반보다 스타일리시한 자유를 덜 얻었으며, 음반은 대부분 조니가 더 하드한 록 소재를 선호했기 때문에 형성되었다.
밴드 멤버 4명 중 조니를 제외한 3명은 중독 문제에 직면해 있었다. 조이와 드러머 마키 라몬은 모두 알코올 중독을 앓고 있었고, 베이시스트 디 디 라몬은 코카인에 심하게 중독되어 정신 치료를 받고 있었다. 라몬의 이전 두 음반에는 프로듀서가 참여했지만 멤버들에게는 실망스러웠기 때문에, 그들은 《Subterranean Jungle》의 프로듀서 리치 코델에 회의적이었다. 마키는 "저는 프로덕션이 싫었고 프로듀서도 싫었다"라고 말했다.

## 커버 아트
《Subterranean Jungle》의 커버 아트에는 지하철 차량 안에 있는 밴드의 이미지가 등장한다. 이 사진은 조지 듀보스가 맨해튼 57번가역에 있는 지하철역에서 찍은 것이다. 이 커버 컨셉은 두보스가 설계한 것으로, 두보스는 IND 6번로 선 열차가 빈 역에 약 20분 동안 정차했기 때문이라고 제안했다. 사진에서 마키는 조니가 듀보스에게 "그들이 그를 밴드에서 쫓아내지만 아직 몰랐기 때문에" 이렇게 요청한 후 지하철 창문 밖을 내다보는 모습이 등장한다. 마키는 "그 장면을 좋아했지만 뭔가 문제가 있다는 것을 알고 있었다"고 회상했다.

## 곡 목록
| #  | 제목                     | 작사·작곡          | 재생 시간 |
| -- | ------------------------ | ------------------ | --------- |
| 1. | 〈Little Bit O' Soul〉   | 켄 루이스, 존 카터 | 2:43      |
| 2. | 〈I Need Your Love〉     | 바비 디 왁스먼     | 3:03      |
| 3. | 〈Outsider〉             | 디 디 라몬         | 2:10      |
| 4. | 〈What'd Ya Do?〉        | 조이 라몬          | 2:24      |
| 5. | 〈Highest Trails Above〉 | 디 디 라몬         | 2:09      |
| 6. | 〈Somebody Like Me〉     | 디 디 라몬         | 2:34      |

| #   | 제목                                                    | 작사·작곡                  | 재생 시간 |
| --- | ------------------------------------------------------- | -------------------------- | --------- |
| 7.  | 〈Psycho Therapy〉                                      | 디 디 라몬, 조니 라몬      | 2:35      |
| 8.  | 〈Time Has Come Today〉                                 | 윌리 챔버스, 조지프 챔버스 | 4:25      |
| 9.  | 〈My-My Kind of a Girl〉                                | 조이 라몬                  | 3:31      |
| 10. | 〈In the Park〉                                         | 디 디 라몬                 | 2:34      |
| 11. | 〈Time Bomb〉                                           | 디 디 라몬                 | 2:09      |
| 12. | 〈Everytime I Eat Vegetables It Makes Me Think of You〉 | 조이 라몬                  | 3:04      |